# Ријад (провинција)
Провинција Ријад (арап. منطقة الرياض) — провинција у централном делу Саудијске Арабије. Друга је највећа провинција и по величини (после Источне провинције) и по становништву (после Меке). Седиште провинције је престоница Саудијске Арабије, Ријад, по којем је и добила име.